# Гамзиград
Дворец Галерия «Гамзиград-Ромулиана» (серб. Гамзиград-Ромулијана) — архитектурный ансамбль на востоке Сербии, представляющий собой совокупность сооружений, состоящих из крепости позднего периода Римской империи и мемориала на близлежащем холме.
Строительство крепости датируется концом III и началом IV веков. Приказ на строительство был отдан императором Галерием Валерием Максимином Августом. В память о матери императора ему было дано имя Феликс Ромулиана. На территории объекта расположены укрепления, дворец в северо-западной части, базилики, соборы, римские бани, мемориал и триумфальная арка с двумя проездами. Объект наследия представляет собой яркий образец традиционной архитектуры Римской империи. Сочетание церемониальных элементов с чертами мемориала составляет еще одну отличительную особенность этого ансамбля.
29 июня 2007 года комитет всемирного наследия вынес решение о включении архитектурного ансамбля Гамзиград-Ромулиана в список всемирного наследия ЮНЕСКО по нескольким критериям, (iii, iv).